# Pearly Gatecrashers
Pearly Gatecrashers fue una banda de twee pop de Sídney, Australia. 	
Su éxito se produjo principalmente en los mercados asiáticos, especialmente en Japón durante su contrato con Shock Records.

## Discografía
- "Age Of Innocence" EP 7" (Zero Hour Records 1992).
- "New, Fluffy, Delicious!" CD (Zero Hour Records 1993).
- "Handy Hints" EP 7" (Elefant Records otoño de 1994).
- "Rum With Pepsi" Single (Concubine Records 1995).
- "Popsuey" CD (King Records 1996). sólo editado en Japón

- Datos: Q7158261